# Клебанівка
Клеба́нівка — село в Україні, у Підволочиській селищній громаді. Тернопільського району Тернопільської області. Розташоване на сході району.
До 2015 року було центром сільської ради, якій підпорядковувалося село Шевченкове. Від вересня 2015 року ввійшло у склад Підволочиської селищної громади.
Населення — 508 осіб (2001).

## Історія
Перша писемна згадка — 1463.
У 1786 році містечко належало до Новосільської домінії,
від 1850 р. – до Збаразького повіту.
У період польського повстання 1830–1831 рр. на околиці Клебанівки у квітні 1831 р. кінний корпус ґенерала Дверницького здався австрійцям.
Після скасування панщини (1848) Клебанівка втратила статус містечка.
Архівна світлина 1887-го року, зроблена в селі  (Strój ludowy z gminy Klebanówka, powiat Zbaraż) спеціально для альбому, що показувати культурне розмаїття Східної Галичини. Альбом був виготовлений з нагоди візиту ерцгерцога Рудольфа до Тернополя та відвідання ним етнографічної виставки (1887).
Землевласниками у селі були Адріан, Тадей та Ілля Федоровичі, від 1917 р. до 1939 р. – ґрафи Тишкевичі.
Діяли «Просвіта», «Січ» й інші українські товариства.
12 червня 2020 року, відповідно до розпорядження Кабінету Міністрів України  № 724-р «Про визначення адміністративних центрів та затвердження територій територіальних громад Тернопільської області», увійшло до складу Підволочиської селищної громади.
19 липня 2020 року, в результаті адміністративно-територіальної реформи та ліквідації Підволочиського району, село увійшло до складу новоствореного Тернопільського району.

## Релігія
- церква Покрови Пресвятої Богородиці (1898, мурована, УГКЦ).

## Пам'ятки
Споруджено пам'ятник воїнам-односельцям, полеглим у німецько-радянській війні (1982), встановлено меморіальну таблицю на честь перебування у селі Івана Франка (1992).

## Соціальна сфера
Працюють загальноосвітня школа І-ІІ ступенів, Будинок культури, бібліотека, ФАП, відділення зв'язку.

## Відомі люди

### Народилися
- Тадеуш Федорович[pl] (1907—2002) — польський католицький священник.
- Руслан Голембйовський (23 січня 1981 — 28 листопада 2014) —український військовик, сапер інженерно-саперної роти 128-ї гірсько-піхотної бригади (Мукачеве), похований 5 грудня у рідному селі.[5]
- громадський діяч М. Коваль,
- Мирослав Колодій — український релігійний діяч, священик УГКЦ.

## Галерея

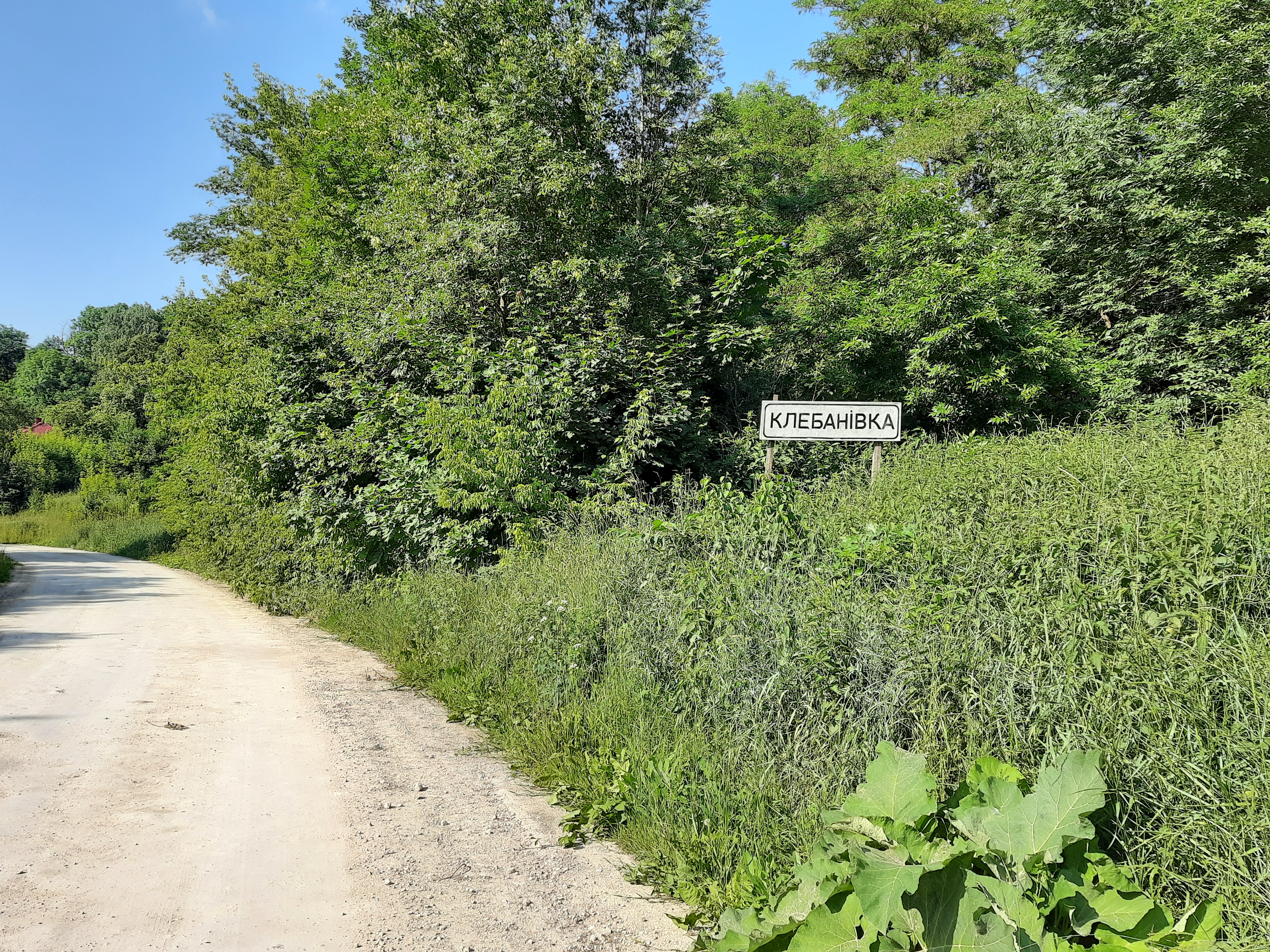
Дорожній знак при в'їзді в село
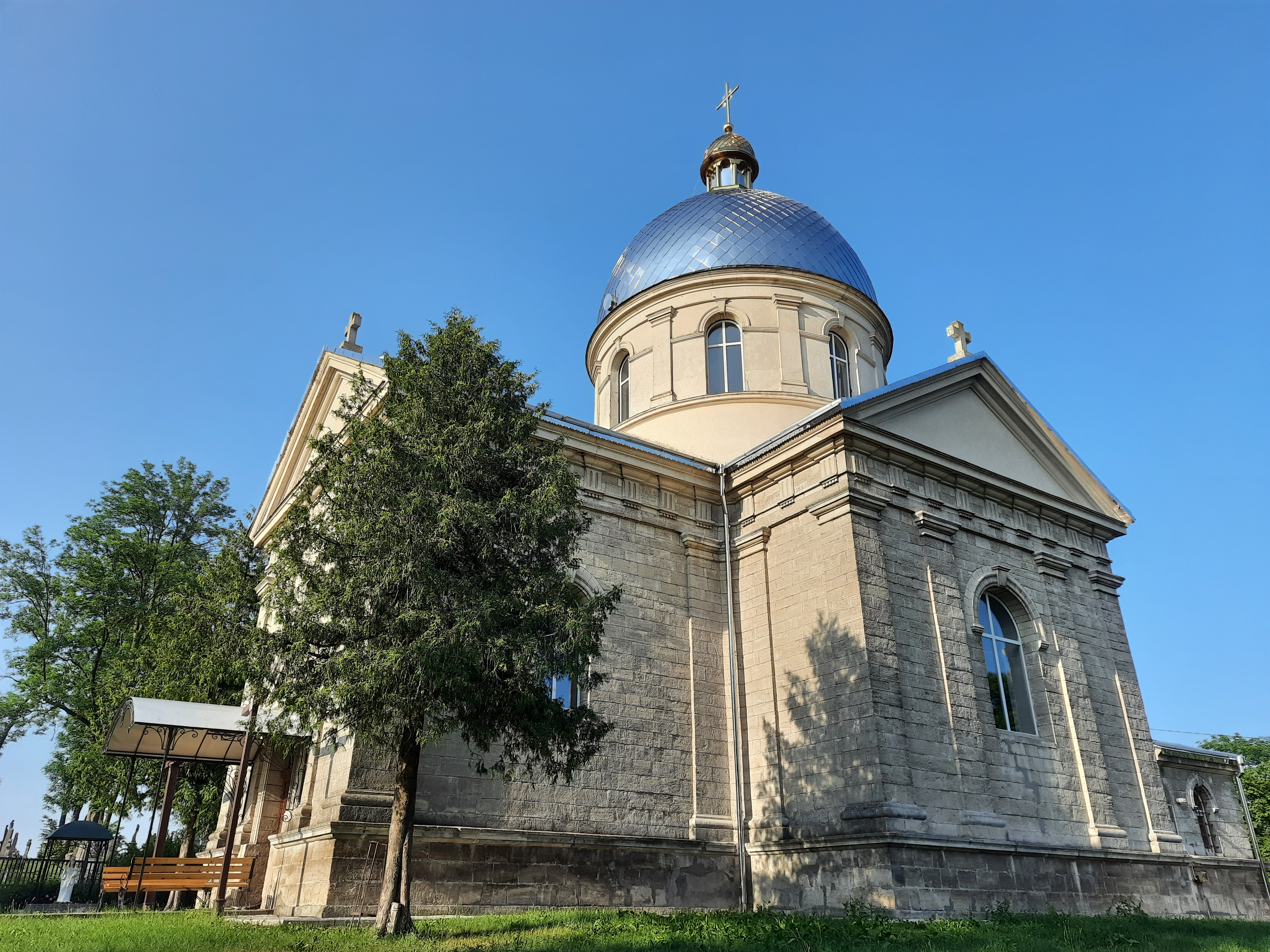
Церква Покрови 1897р
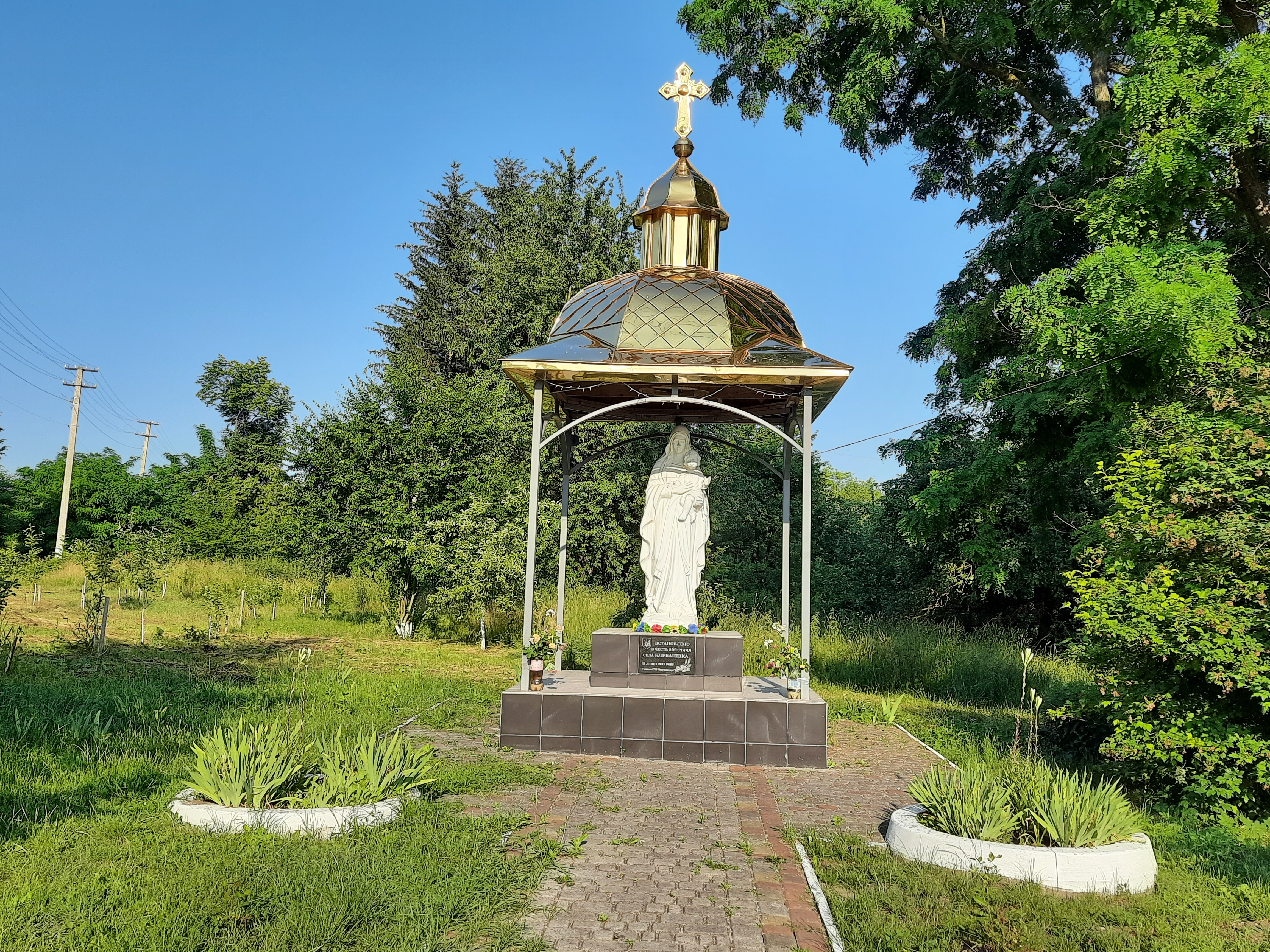
Статуя Божої Матері
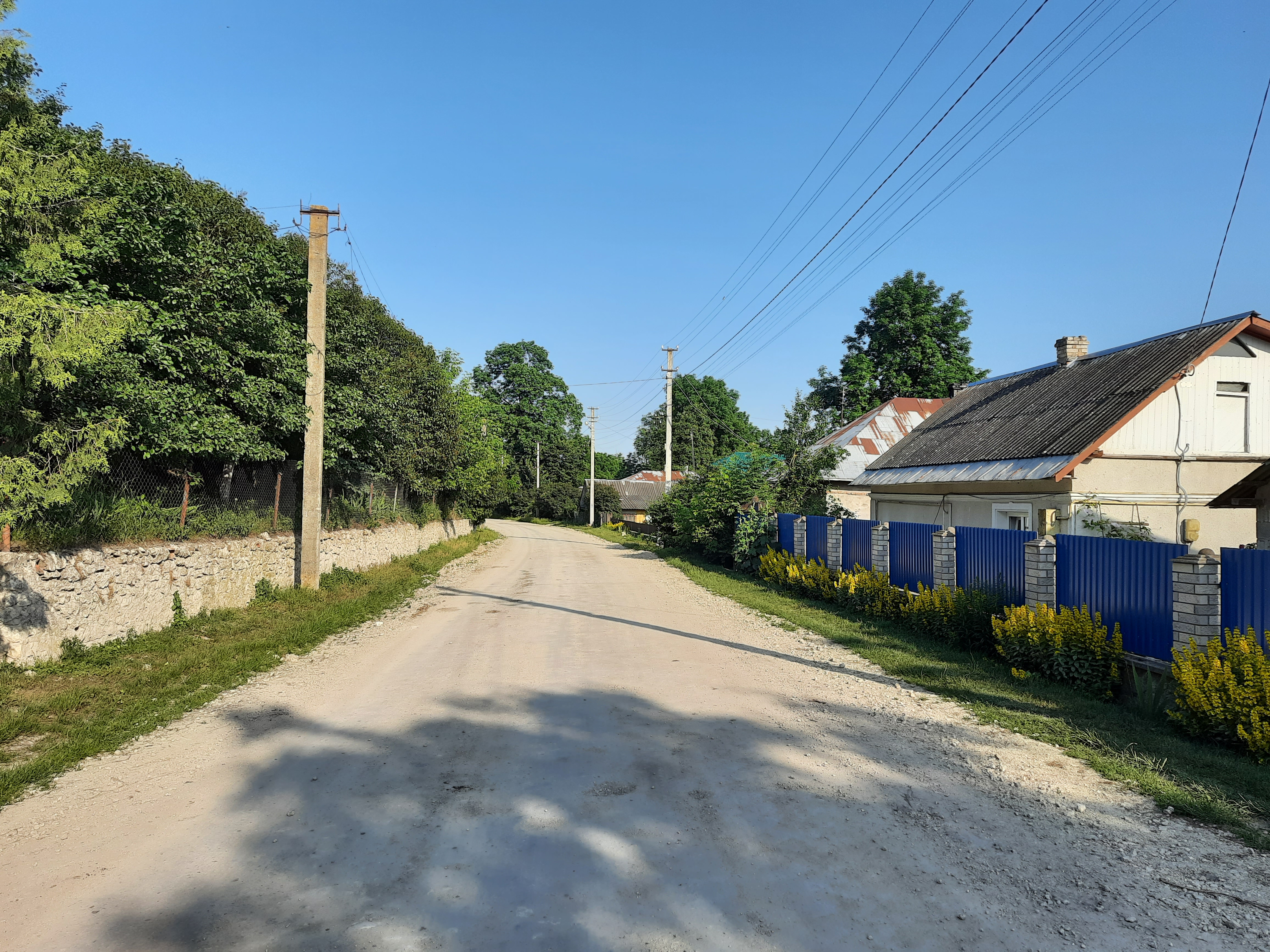
Сільська вулиця
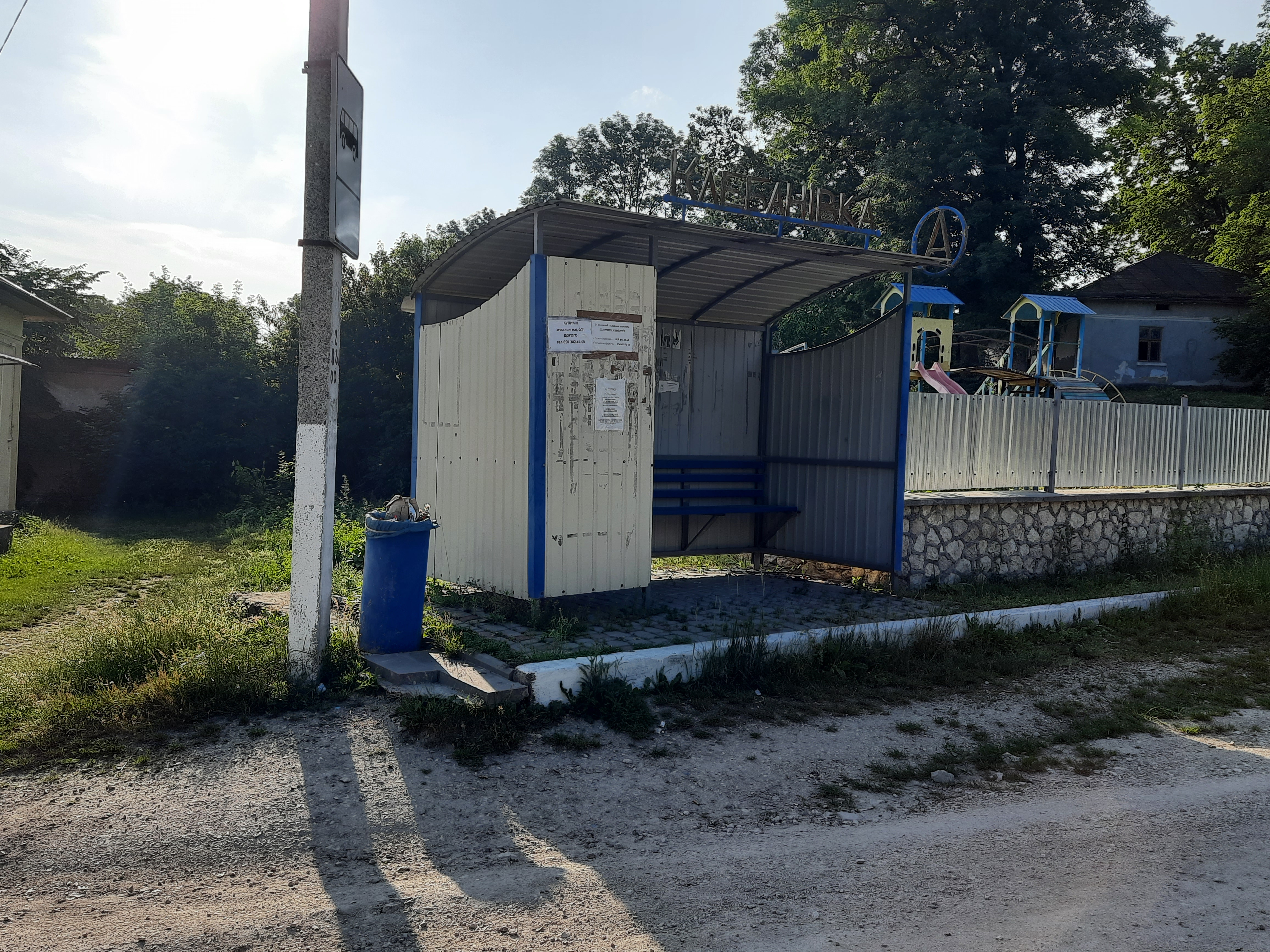
Автобусна зупинка